# Landersdorf (Dorfen)
Das an der St 2084 Dorfen – Erding gelegene Dörfchen Landersdorf ist ein nordwestlicher Gemeindeteil der Stadt Dorfen im oberbayerischen Landkreis Erding.

## Geschichte
Erstmals erwähnt wurde Landersdorf am 10. März 1055, als der Kaiser Heinrich III. dem Ebersberger Kloster St. Sebastian einen Landbesitz zu Landhartesdorf schenkte. In dem Dorf entwickelte sich ein Ortsadel, der unter anderem mit Gotescalh de Liulandesdorf (1220) in Urkunden erwähnt wird. Zu dieser Zeit übergibt ein Mitglied dem Hochstift Freising ein Gut zu Landersdorf. Von jeher führte die bedeutende Handelsstraße Erding–Dorfen–Mühldorf durch Landersdorf.
Von 1818 bis 1978 gehörte der Ort zur Gemeinde Zeilhofen und kam dann infolge der Bayrischen Gebietsreform zur Stadt Dorfen.
Am 21. September 1959 kam der bedeutende Heimatforscher Josef Gammel bei Landersdorf bei einem Verkehrsunfall ums Leben.

## Geographie und Ortsbeschreibung
Landersdorf (120 Einw.) liegt auf einer markanten Anhöhe (502 m ü. NN) zwischen dem Tal der Großen Vils und dem Isental. An der St 2084 sind zwischen Erding und Dorfen nur noch 2 Punkte höher. Zwischen Landersdorf und dem südwestlichen Nachbarort Rogglfing sind die Ursprünge von zwei der drei Quellbäche des Seebachs der in Niederham (am Dorfener Stadtrand) in die Isen mündet.

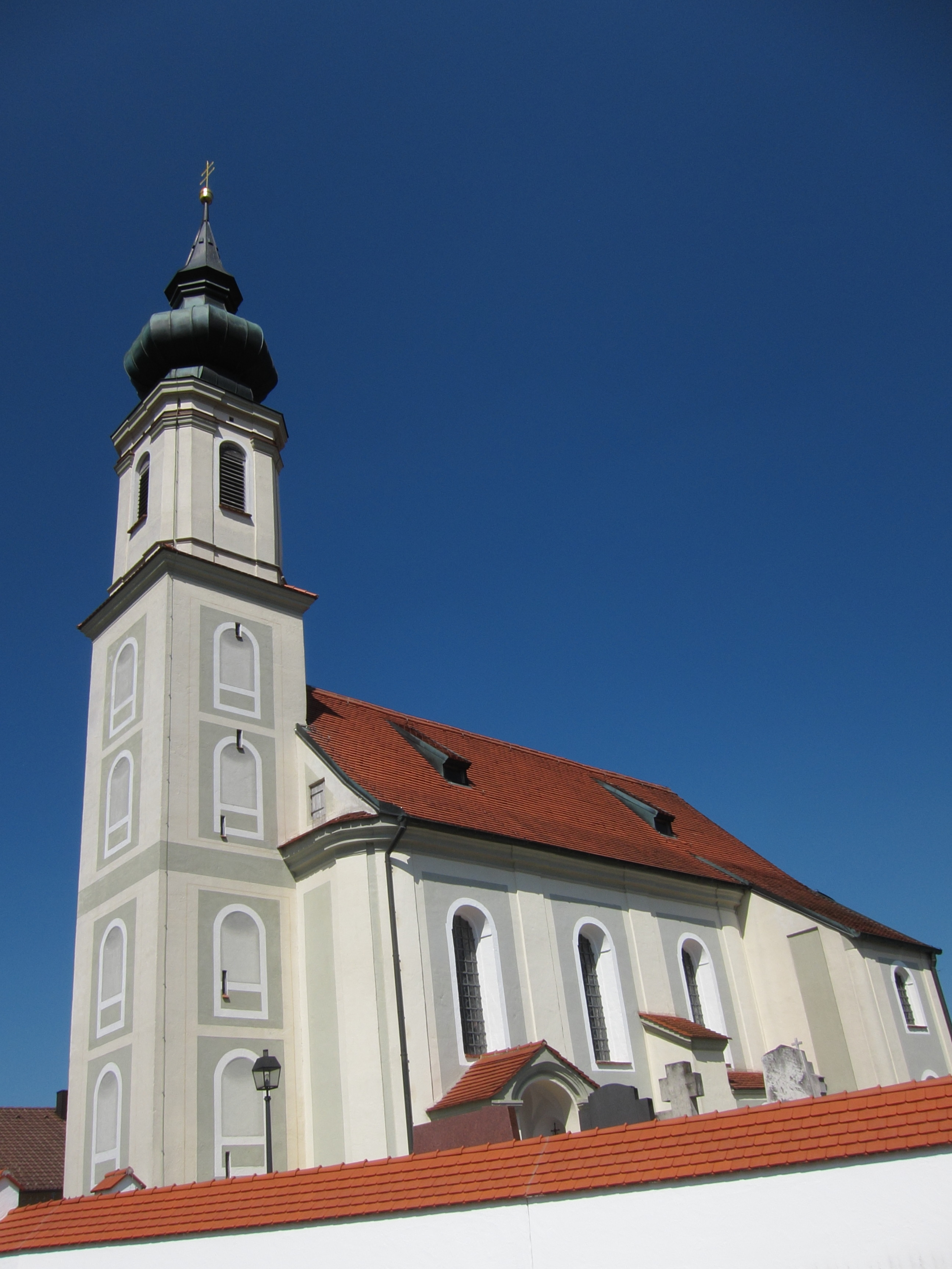
St. Martin, Landersdorf

Der Ort ist vor allem südlich der Staatsstraße angeordnet, in dem es ein Gasthaus, einen Schützenverein sowie einen Vertriebshandel und Werkstatt für Ford- und MAN-Fahrzeuge (Schwerpunkt Nutzfahrzeuge), eine Schreinerei mit Küchenstudio und Elementehandel gibt.

## Filialkirche St. Martin
Die Kirche wurde auf Bauresten der gotischen Vorgängerkirche von Johann Baptist Lethner 1761/62 im Rokokostil errichtet. Die Ausstattung gehört dem ausgehenden Übergangsstil vom Spätrokkoko zum Frühklassizismus an. Besonders sehenswert ist der 1859 vom Grafinger Graf im Neobyzantinischen Stil (mit barocken und klassistischen Anklängen) errichtete Hochaltar. Die gemalte Rocailleornamentierung und das Chorfresko das den Kirchenpatron St. Martin darstellt sind in Rokokomanier gefertigt. 1861 schuf der Dorfener Maler Ludwig Hack die Seitenaltarbilder.

### Weitere Baudenkmäler
- Haus Nr. 36. Gasthof mit angebautem Stadel, Bundwerk, um 1820/30.
- Haus Nr. 44. Ehem. Kleinbauernhaus, erdgeschossig mit Giebelerker, 2. Hälfte 18. und Mitte 19. Jh.

## Bevölkerungsentwicklung
Um 1871 gab es in Landersdorf 97 Einwohner. Nach dem Ersten und Zweiten Weltkrieg stieg die Bevölkerungszahl bis in die 1970er Jahre auf über 100 Einwohner an. Im Mai 1987 lebten dort 96 Einwohner in 21 Wohngebäuden, die in 24 Wohnungen aufgeteilt waren.
| Jahr      | 1871 | 1925 | 1950 | 1970 | 1987 |
| Einwohner | 97   | 100  | 112  | 116  | 96   |